# Scott (Louisiana)
Scott és una població dels Estats Units a l'estat de Louisiana. Segons el cens del 2000 tenia 7.870 habitants.

## Demografia
Segons el cens del 2000, Scott tenia 7.870 habitants, 2.920 habitatges, i 2.143 famílies. La densitat de població era de 341,8 habitants/km².
Dels 2.920 habitatges en un 42,5% hi vivien nens de menys de 18 anys, en un 54,5% hi vivien parelles casades, en un 14,6% dones solteres, i en un 26,6% no eren unitats familiars. En el 20,8% dels habitatges hi vivien persones soles el 5,7% de les quals corresponia a persones de 65 anys o més que vivien soles. El nombre mitjà de persones vivint en cada habitatge era de 2,69 i el nombre mitjà de persones que vivien en cada família era de 3,13.
Per edats la població es repartia de la següent manera: un 30% tenia menys de 18 anys, un 10,8% entre 18 i 24, un 33,1% entre 25 i 44, un 18,9% de 45 a 60 i un 7,2% 65 anys o més.
L'edat mediana era de 31 anys. Per cada 100 dones de 18 o més anys hi havia 87,2 homes.
La renda mediana per habitatge era de 37.320 $ i la renda mediana per família de 41.538 $. Els homes tenien una renda mediana de 31.446 $ mentre que les dones 22.229 $. La renda per capita de la població era de 15.469 $. Entorn de l'11,9% de les famílies i el 14,2% de la població estaven per davall del llindar de pobresa.

## Poblacions més properes
El següent diagrama mostra les poblacions més properes.